# Astripomoea
Astripomoea é um género botânico pertencente à família Convolvulaceae.